# Alice Ogando
Alice Ogando Costa de Oliveira Brun (Lisboa, 24 de agosto de 1900 - 22 de enero de 1981), también conocida como Mary Love entre otros seudónimos, fue una escritora, guionista, poetisa, dramaturga y traductora portuguesa.

## Biografía
Escribió numerosos textos y adaptaciones para teatro que marcaron la radio portuguesa hasta principios de la década de 1970; además, fue traductora de Stefan Zweig y se destacó especialmente en la producción de textos dramáticos para radio —actividad que realizó durante décadas— aunque también escribió guiones para cine y literatura infantil.[cita requerida]
Durante su carreta utilizó varios seudónimos, especialmente para escribir novelas populares y poesía. Varios de esos seudónimos fueron Mary Love, A H de Almeida, Marge Grey y Henry Marcel. En 1912, se casó con el humorista y escritor André Brun. Era la abuela de la bailarina y actriz Lídia Franco.

## Reconocimientos
En las localidades portuguesas de Charneca de Caparica, Oeiras y Amora existen calles con el nombre de Alice Ogando.

## Obras
- Bonecas e Pinguins, Livraria Francisco Franco, 1931.
- Pena Maior, Empresa Nacional de Publicidade, 1935.
- O meu sonho de papel, Livraria Civilização - Editora, Porto, 1938.
- Pena maior, Empresa Nacional de Publicidade - Colecção Aventuras, Lisboa, 1935.
- Minha Mulher é Um Homem (como Mary Love), Agência Portuguesa De Revistas, Lisboa, 1967.